# Концевич Іраїда Опанасівна
Іраїда Опанасівна Концевич (рос. Концевич, Ираида Афанасьевна) (5 жовтня 1922, с. Голяки Житомирської області (нині Великі Гуляки Фастівського району Київської області України) — 12 червня 2000, Київ) — український та радянський судовий медик, педагог, доктор медичних наук (1966), професор (1968).

## Біографія
Народилася в селі Голяки Васильківського повіту Київської губернії УРСР (нині Великі Гуляки Фастівський район) Київської області України).
Випускниця Київського медичного інституту (1943). Повернувшись з евакуації працювала лікарем поліклініки в місті Куп'янську Харківської області, потім лікарем лікувального управління МОЗ, завідувачки відділу кадрів Харківського облздороввідділу.
З 1944 року працювала на кафедрі судової медицини Київського медичного інституту: судово-медичним експертом та асистентом, доцентом, професором.
З 1971 по 1991 рік — завідувач кафедри судової медицини КМІ. З 1991 року працювала на посаді професора цієї кафедри.
Займалася активною громадською діяльністю. У 1970—1987 роках — голова правління Українського наукового товариства судових медиків і криміналістів, голова республіканської проблемної комісії «Судова медицина». Член редакційної ради журналу «Судово-медична експертиза».
Була почечнисм членом Болгарського наукового товариства судових медиків і кримінологів.

## Наукова діяльність
Досліджувала проблеми судово-медичної діагностики заподіяння механічних травм, правової регламентації лікарської діяльності, організаційні питання розвитку та становлення судової медицини на Україні.
Автор понад 150 наукових праць, 9 монографій, низки винаходів. Редактор низки наукових збірників.
Під керівництвом І. Концевич в 1988—1990 було проведено комплексне дослідження муміфікованих залишків багатовікової давності, які експонуються в Києво-Печерській лаврі.

## Вибрані праці
- Концевич І. О. Судово-медичні аспекти лікарської практики. Київ, 1974, 128 стор.

- Концевич І. О. Обов'язок і відповідальність лікаря (монографія)

- Концевич І. О. Дефект тканини при вогнепальних пошкодженнях. Київ, 1951.

- Концевич І. О. Про визначення прижизненности опіків на тілі того. (Випадок з практики). Матеріали 3 розширеної наукової конференції, присвяченої пам'яті заслуженого діяча науки, професора М. І. Райського. Київ, 1958, 140—141.

- Концевич І. О. До питання про можливість надання висновку щодо роді насильницької смерті. Праці судово-медичних експертів України. Київ, 1958, 60- 63.

- Концевич І. О. Експертиза странгуляцій. Київ, 1964.

- Концевич І. О., Хаіт М. М. До симуляції самоповішення. Праці судово-медичних експертів України. Київ, 1965, 81-83.

- Концевич І. О. Розвиток наукових досліджень з судової медицини в УРСР. // III-Й Всесоюзну. з'їзд суд. медиків. Тези доповідей. —М. —Одеса, 1988. —с. 19-21.

Під її редакцією вийшли «Керівництво до практичних занять з судової медицини» та підручник «Судова медицина» для студентів України.

## Нагороди
У 1976 році нагороджена дипломом Правління Всесоюзного наукового товариства судових медиків (ВНТСМ) за кращу науково-дослідну роботу — монографію «Судово-медична експертиза странгуляцій».